# Jevšček
Jevšček – wieś w Słowenii, w gminie Kobarid. W 2018 roku liczyła 22 mieszkańców.